# Comuna de Susiec

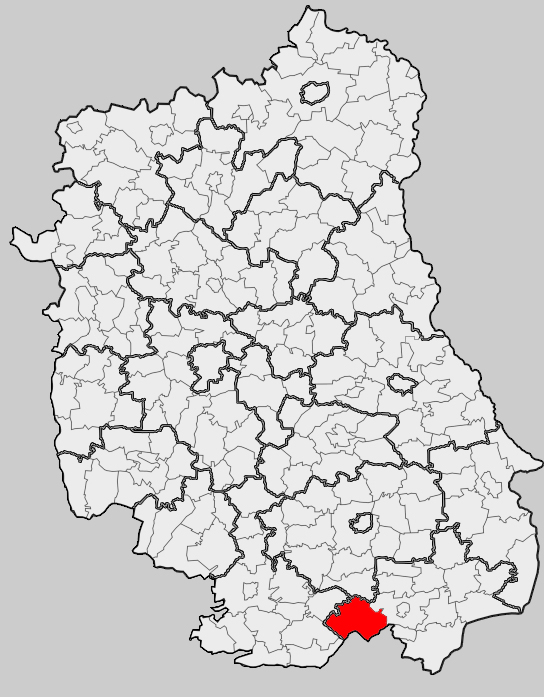
Em vermelho destaca-se a Comuna de Susiec, inserida no Condado de Tomaszów Lubelski, parte integrante do Voivodato de Lublin (aqui apresentado em cinza com suas subdivisões). Situa-se no sudeste da Polônia, próxima à fronteira com a Ucrânia.

Susiec (polaco: Gmina Susiec) é uma gminy (comuna) na Polónia, na voivodia de Lublin e no condado de Tomaszowski (lubelski). A sede do condado é a cidade de Susiec.
De acordo com os censos de 2004, a comuna tem 7927 habitantes, com uma densidade 41,6 hab/km².

## Área
Estende-se por uma área de 190,52 km², incluindo:
- área agrícola: 41%
- área florestal: 54%

## Demografia
Dados de 30 de Junho 2004:
|                      | Total   | Total | Mulheres | Mulheres | Homens  | Homens |
| -------------------- | ------- | ----- | -------- | -------- | ------- | ------ |
|                      | pessoas | %     | pessoas  | %        | pessoas | %      |
| População            | 7927    | 100   | 3936     | 49,7     | 3991    | 50,3   |
| Densidade (pop./km²) | 41,6    | 100   | 20,7     | 20,7     | 20,9    | 20,9   |

De acordo com dados de 2002, o rendimento médio per capita ascendia a 1373,6 zł.

## Subdivisões
- Ciotusza Nowa, Ciotusza Stara, Grabowica, Huta Szumy, Kunki, Łasochy, Łosiniec, Łuszczacz, Majdan Sopocki Drugi, Majdan Sopocki Pierwszy, Maziły, Nowiny, Oseredek, Paary, Róża, Rybnica, Susiec, Wólka Łosiniecka, Zawadki.

## Comunas vizinhas
- Józefów, Krasnobród, Łukowa, Narol, Obsza, Tomaszów Lubelski